# Phạm Phanh
Phạm Phanh (Hán tự: 范梈; 1272—1330), tự Hanh Phụ (亨父), hay còn gọi Đức Cơ (德機), nguyên quán ở Thanh Giang (清江) (nay là Chương Thụ (樟樹), tỉnh Giang Tây (江西)), là một thi nhân đời nhà Nguyên.

## Tiểu sử
Sinh vào năm Hàm Thuần (咸淳) thứ tám (1272) dưới thời vua Tống Độ Tông của triều đại nhà Tống, thời trẻ mồ côi và nghèo khổ, thuộc ngâm thành văn của Nhan Duyên Niên (顏延年, 384 - 456), Tạ Linh Vận (謝靈運, 385 - 433), năm Đại Đức (大德) thứ mười một đời nhà Nguyên (1307). Ông tới kinh đô và làm gia sư tại nhà của quan trung thừa Đổng Sĩ Tuyển (董士選). Ông được tiến cử làm chức Tả Vệ Giáo Thụ và từng làm quan Hải Nam Hải Bắc Đạo, Liêm Phóng Ty Chiếu Ma, Hàn Lâm Ưng Phụng, Đạo Tri Sự của vùng Phúc Kiến và Mân Hải, quan chí là Biên Tu của Hàn Lâm Viện, nhưng sau ông đã trở về quê nhà vì ốm bệnh. Ông từng làm thơ, thi sĩ Ngu Tập (虞集, 1272 — 1348) đương thời gọi những bài thơ của Phạm Phanh như là "Đường lâm Tấn thiếp" (một thành ngữ Trung Hoa, nghĩa đen là "thư pháp đời Đường hầu như là sao chép lại của đời Tấn", nghĩa bóng là ý chỉ sao chép tốt, làm tốt, nhưng lại chẳng nguyên gốc, độc đáo). Ông cùng với Ngu Tập, Dương Tải (楊載, 1271 — 1323), Yết Hề Tư (揭傒斯, 1274 — 1344), cả bốn người được lưu truyền là "Nguyên thi tứ đại gia" (元詩四大家).
Năm Thiên Lịch (天曆) thứ hai (1329), ông đã từ quan vì mẹ ốm, không lâu sau mẹ ông qua đời. Năm Thiên Lịch (天曆) thứ ba (1330), Phạm Phanh cũng qua đời. Người đời gọi ông là "Văn Bạch Tiên Sinh" (文白先生). Ông là tác giả của bộ "Mộc thiên cấm ngữ" (木天禁語), "Thi học cấm luyến" (詩學禁臠).